# 테라이

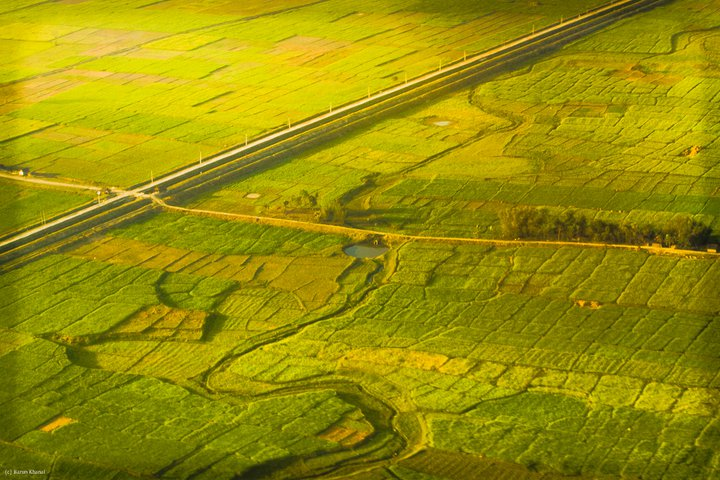

테라이(Terai) 또는 테라이 평원은 네팔 남부, 인도 북부의 저지대 평원이다.
북쪽의 히말라야 고지대와는 대조적으로 테라이평원은 울창한 열대 정글로 뒤덮여 있으며 다양한 야생동물과 이국풍의 야생조류가 우글우글하다. 따라서 이곳에는 14개의 국립공원과 야생동물보호구역이 있다. 사가르마타(에베레스트) 국립공원과 로얄 치트완 국립공원은 세계문화유산으로 등록되어 있다.